# Het Stampkot
Het Stampkot is een watermolenrestant in de tot de Oost-Vlaamse gemeente Maarkedal behorende plaats Maarke, gelegen aan Ten Dale.
Deze watermolen op de Maarkebeek van het type onderslagmolen fungeerde als oliemolen.

## Geschiedenis
In 1570 werd voor het eerst melding gemaakt van een watermolen op deze plaats, die eigendom was van de heren van Maarke. Na 1800 kwam de molen in bezit van een particulier. In 1862 werd hij eigendom van de familie de Potter d'Indoye. Begin 20e eeuw was de molen nog in bedrijf maar in 1932 was het al een bergplaats geworden. Het waterrad werd weggenomen en de molen verviel tot ruïne.
- Inventaris van het Bouwkundig Erfgoed (Vlaanderen): 27954